# Eurhopalothrix greensladei
Eurhopalothrix greensladei är en myrart som beskrevs av Taylor 1968. Eurhopalothrix greensladei ingår i släktet Eurhopalothrix och familjen myror. Inga underarter finns listade i Catalogue of Life.